# Kasper Dolberg
Kasper Dolberg Rasmussen (Silkeborg, 6 d'octubre de 1997) és un futbolista professional danès que juga com a davanter al RSC Anderlecht i a la selecció nacional de Dinamarca.
Dolberg va debutar professionalment amb el Silkeborg IF el maig de 2015. Va fitxar per l'Ajax el juliol de 2015 i va debutar al club al juliol de 2016. Va representar a Dinamarca a les categories sub-16, sub-17, sub-19 i sub-21 abans de fer el seu debut internacional el novembre de 2016.